# Souroubea intermedia
Souroubea intermedia är en tvåhjärtbladig växtart som beskrevs av De Roon. Souroubea intermedia ingår i släktet Souroubea och familjen Marcgraviaceae. Inga underarter finns listade i Catalogue of Life.